# Melanocenchris
Melanocenchris är ett släkte av gräs. Melanocenchris ingår i familjen gräs.
Kladogram enligt Catalogue of Life:
| Melanocenchris | \| \| Melanocenchris abyssinica \| \| \| \| \| \| Melanocenchris jacquemontii \| \| \| \| \| \| Melanocenchris monoica \| \| \| \| |
|                | \| \| Melanocenchris abyssinica \| \| \| \| \| \| Melanocenchris jacquemontii \| \| \| \| \| \| Melanocenchris monoica \| \| \| \| |
|                | Melanocenchris abyssinica |
|                | |
|                | Melanocenchris jacquemontii |
|                | |
|                | Melanocenchris monoica |
|                | |